# Салиште (Марамуреш)
Салиште (рум. Săliște) насеље је у Румунији у округу Марамуреш у општини Басешти. Oпштина се налази на надморској висини од 254 m.

## Становништво
Према подацима из 2002. године у насељу је живело 123 становника, од којих су сви румунске националности.